# Waldfriedhof Zehlendorf

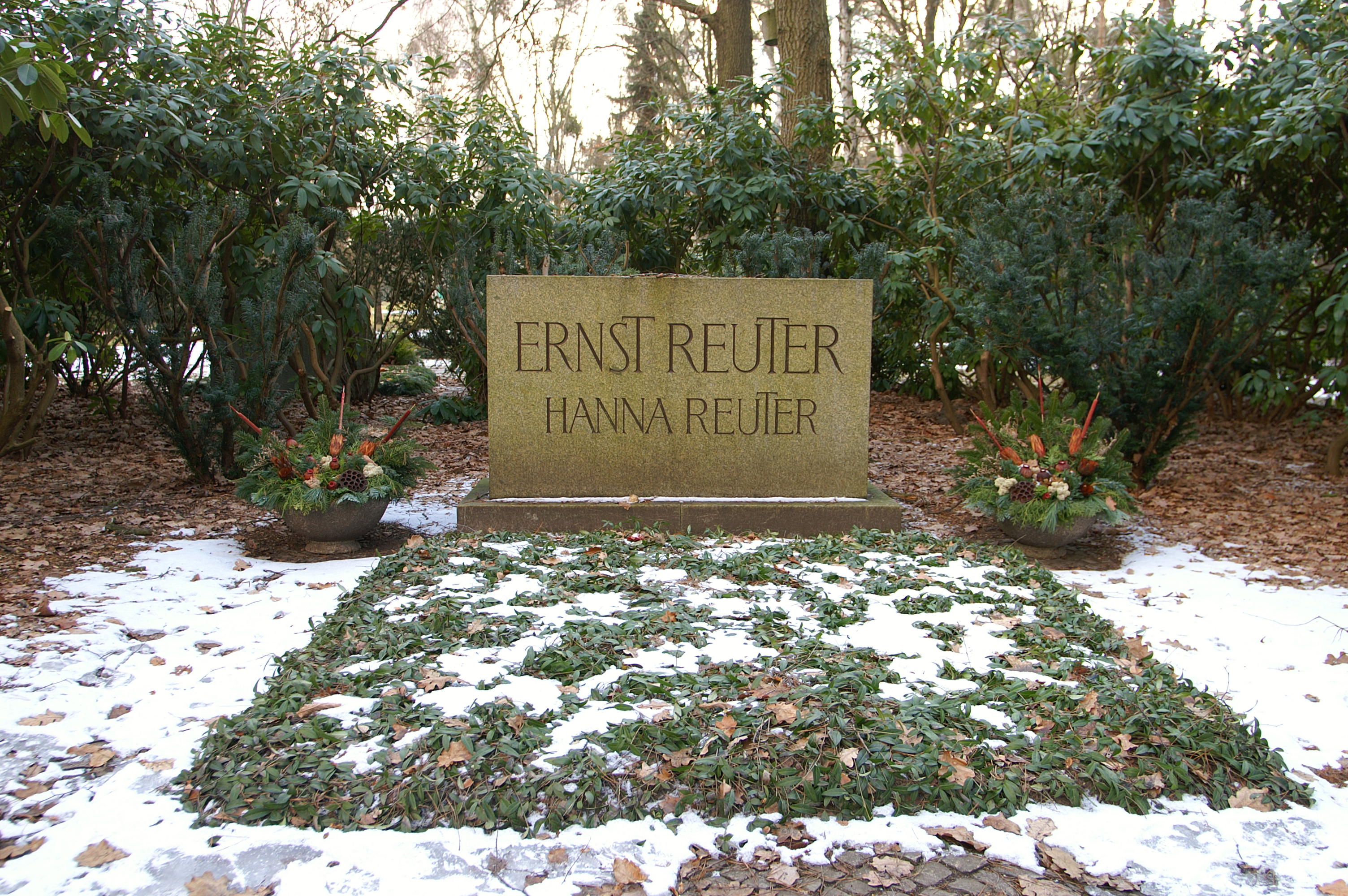
Sepultura de Ernst Reuter

O Waldfriedhof Zehlendorf é um cemitério em Berlim com área de 37,5 hectares.

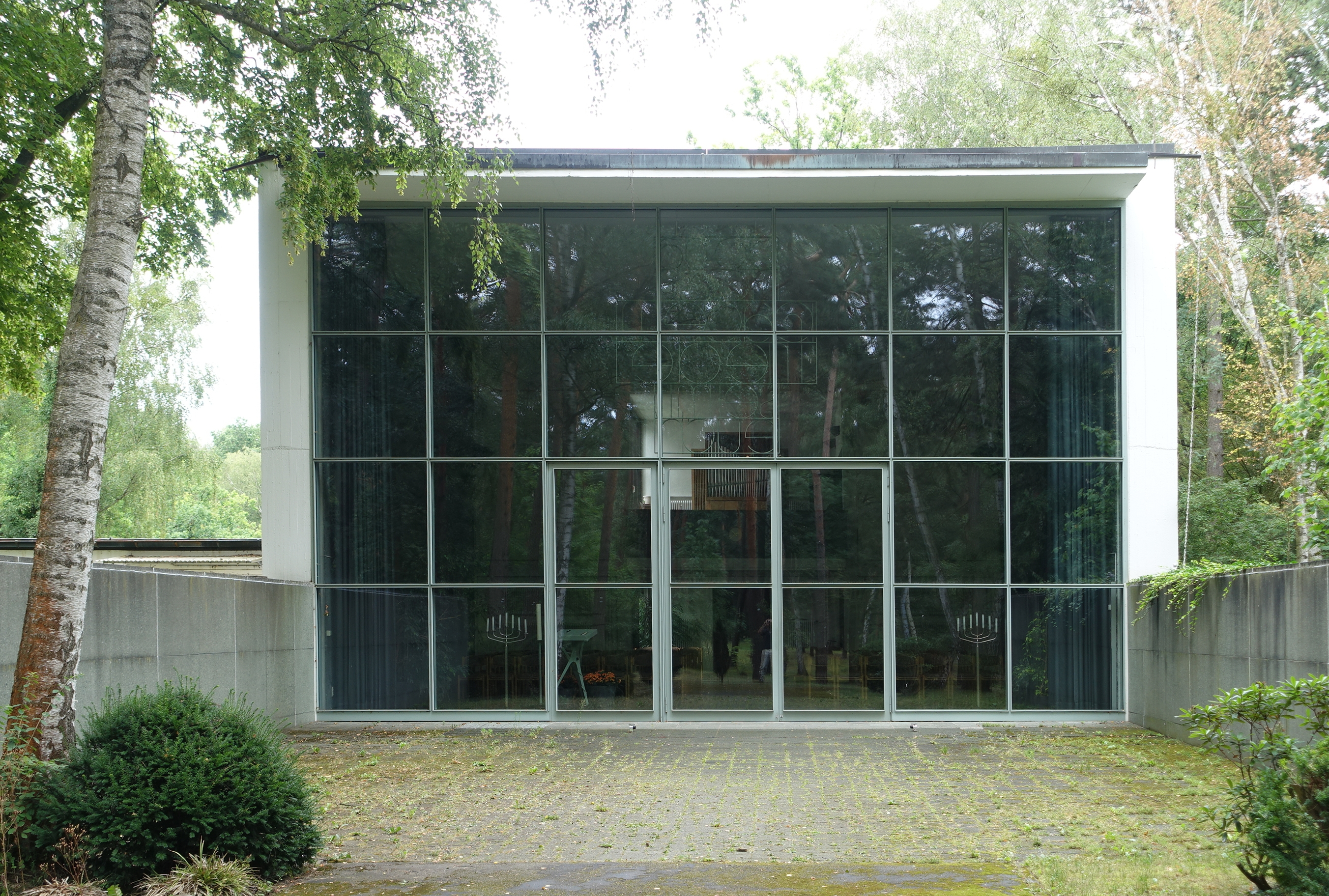
Große Feierhalle

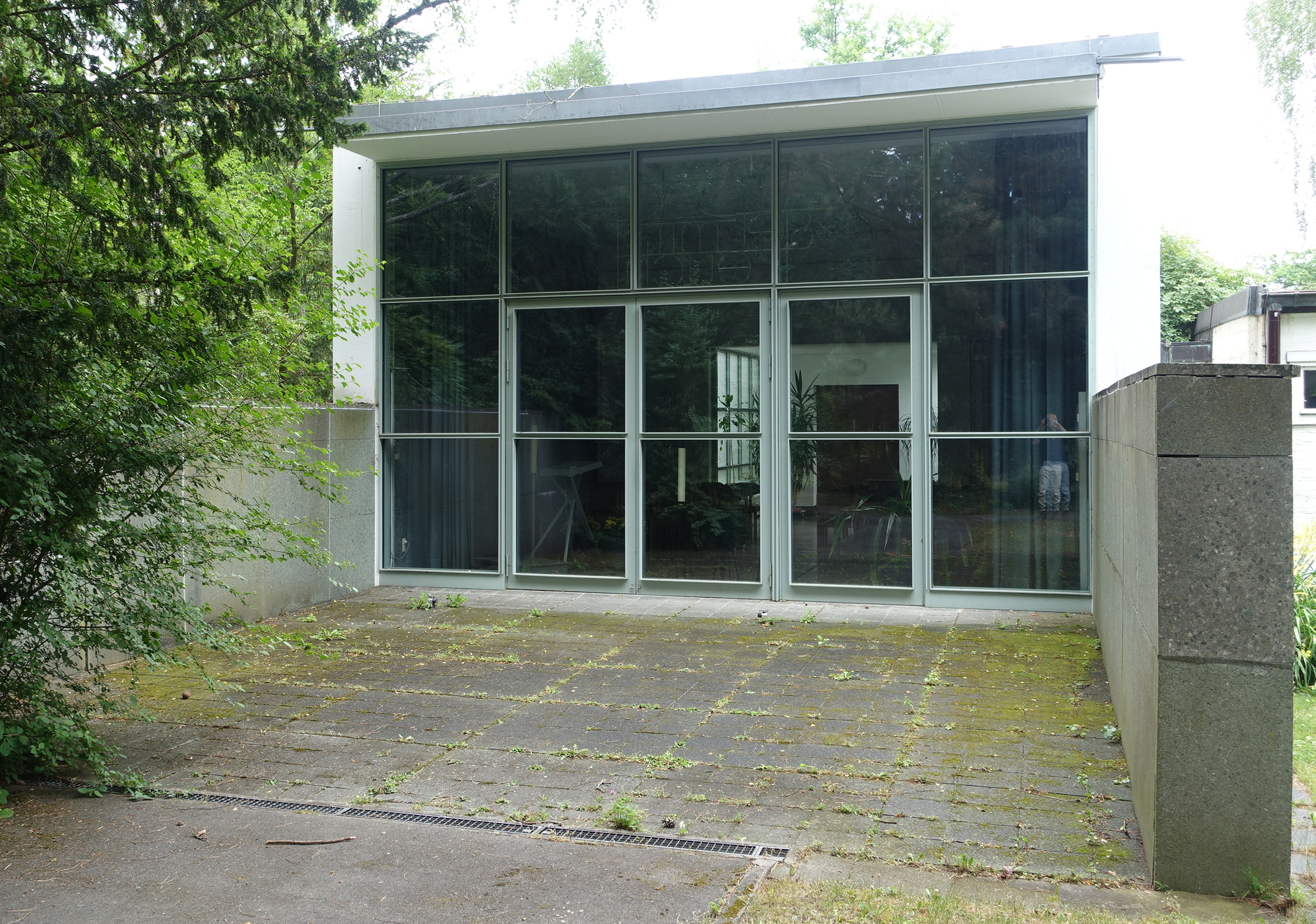
Kleine Feierhalle

## Sepultamentos notáveis

### Ehrengräber
O Senado de Berlim é responsável pelos custos de manutenção de 47 sepulturas honorárias (em alemão:  Ehrengräber) neste cemitério (situação em novembro de 2018).
- Otto Bach (1899–1981), político (SPD)
- Boleslaw Barlog (1906–1999), jornalista
- Jan Bontjes van Beek (1899–1969), ceramista e escultor
- Hertha Beese (1902–1987), política (SPD)
- Boris Blacher (1903–1975), compositor
- Rut Brandt (1920–2006), Autorin und zweite Ehefrau von Willy Brandt
- Willy Brandt (1913–1992), político (SPD), prefeito de Berlim, Chanceler da Alemanha
- Wilhelm Dumstrey (1899–1990), pedagogo e político (CDU)
- Götz Friedrich (1930–2000), regente de ópera
- Tatjana Gsovsky (1901–1993), bailarina
- Ina Halley (1927–1992), atriz
- Karl Hartung (1908–1967), escultor
- Martin Held (1908–1992), ator e dublador
- Willy Henneberg (1898–1961), político (SPD)
- Hermann Henselmann (1905–1995), arquiteto
- Paul Hertz (1888–1961), político (SPD), senador berlinense
- Albert Horlitz (1882–1972), político (SPD), prefeito distrital
- Kurt Ihlenfeld (1901–1972), escritor e teólogo
- Helmut Käutner (1908–1980), regente
- Jakob Kaiser (1888–1961), político (CDU)
- Günter Klein (1900–1963), político (SPD), senador berlinense, membro do Bundestag
- Gustav Klingelhöfer (1888–1961), político (SPD), membro do Bundestag
- Hildegard Knef (1925–2002), atriz
- Hermine Körner (1878–1960), atriz e regente
- Willy Kressmann (1907–1986), político (SPD), prefeito distrital
- Kurt Landsberg (1892–1964), político (CDU, SPD)
- Annedore Leber (1904–1968), publicista, política (SPD)
- Ernst Lemmer (1898–1970), político (CDU)
- Paul Löbe (1875–1967), político (SPD), presidente do Reichstag
- Gerda Maurus (1903–1968), atriz
- Moriz Melzer (1877–1966), pintor e escultor
- Anna Nemitz (1873–1962), política (SPD)
- Bruno Paul (1874–1968), arquiteto
- Erwin Piscator (1893–1966), regente
- Gerhart Pohl (1902–1966), escritor
- Erich Rahn (1885–1973), esportista
- Erik Reger (1893–1954), escritor, editor do Der Tagesspiegel
- Ernst Reuter (1889–1953), político (SPD)
- Ernst Ruska (1906–1988), engenheiro eletricista
- Hans Scharoun (1893–1972), arquiteto
- Walter Scheel (1919–2016), político (FDP)
- Fritz Schloß (1895–1954), político (SPD), prefeito distrital
- Wolfdietrich Schnurre (1920–1989), escritor
- Richard Schröter (1892–1977), político (SPD), membro do Bundestag
- Richard Schubert (1877–1955), resistência alemã
- Klaus Schütz (1926–2012), político (SPD), prfeito de Berlim
- Robert A. Stemmle (1903–1974), regente
- Otto Suhr (1894–1957), político (SPD)
- Herbert Theis (1906–1972), político (SPD)

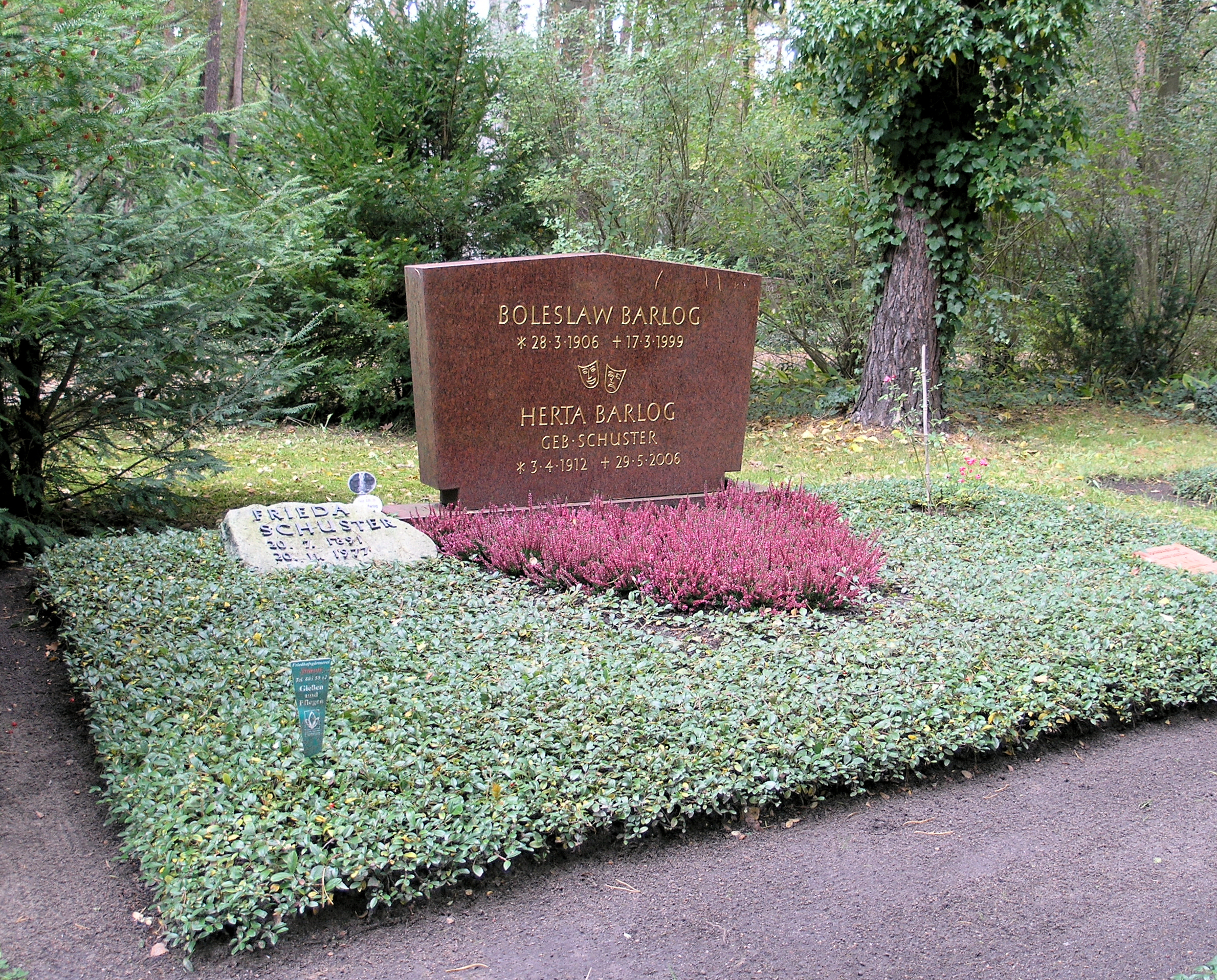
Boleslaw Barlog
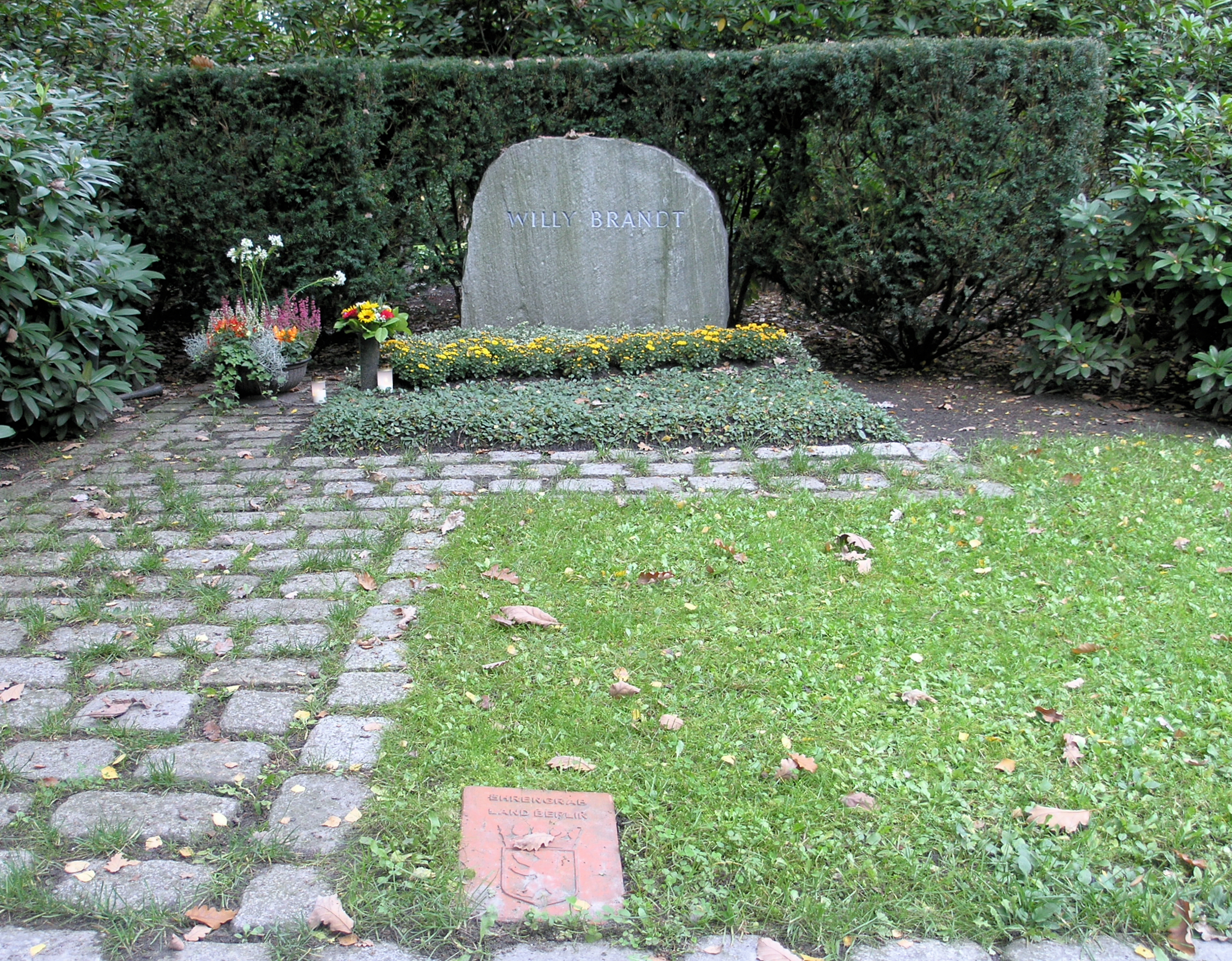
Willy Brandt
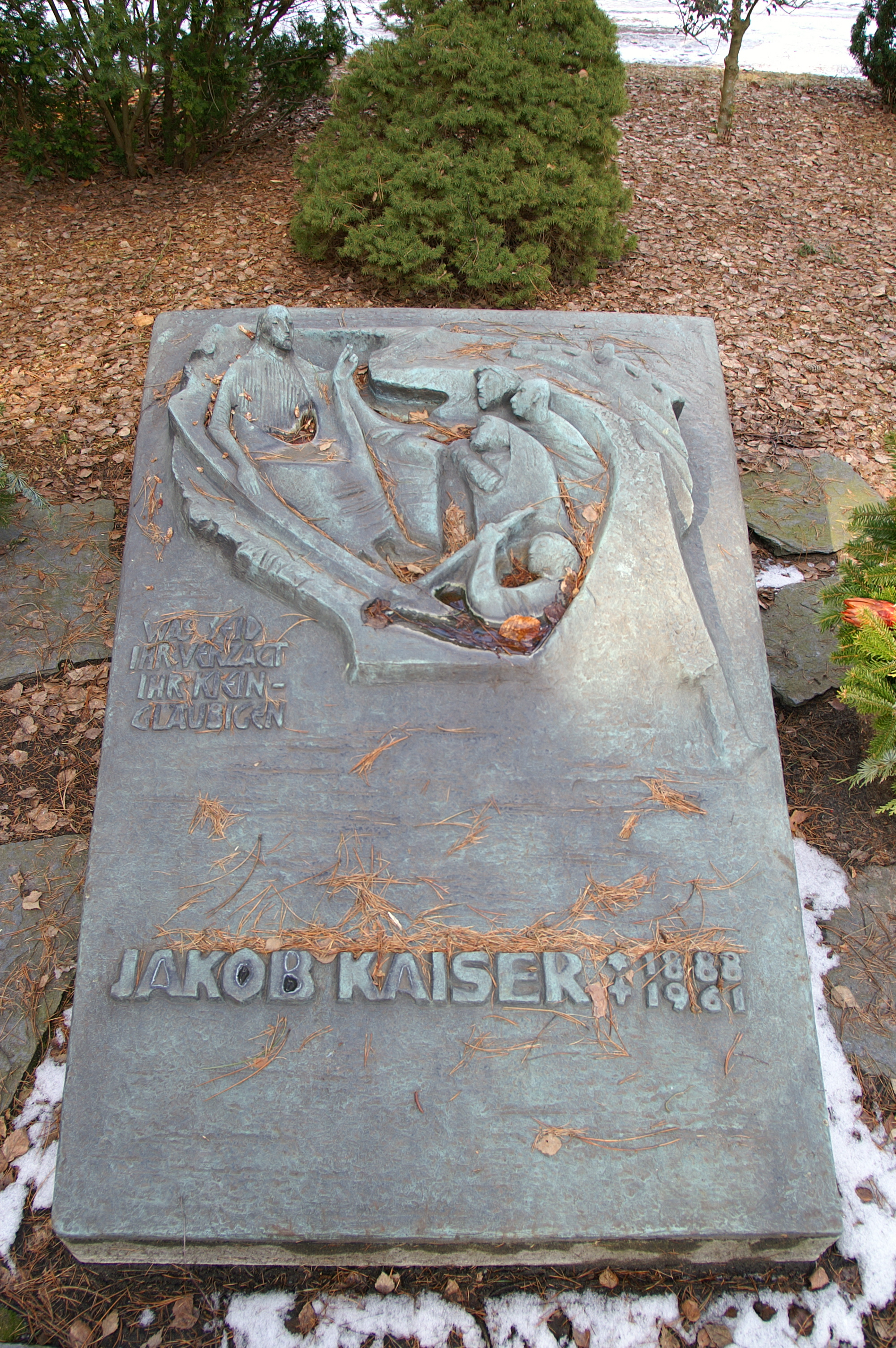
Jakob Kaiser
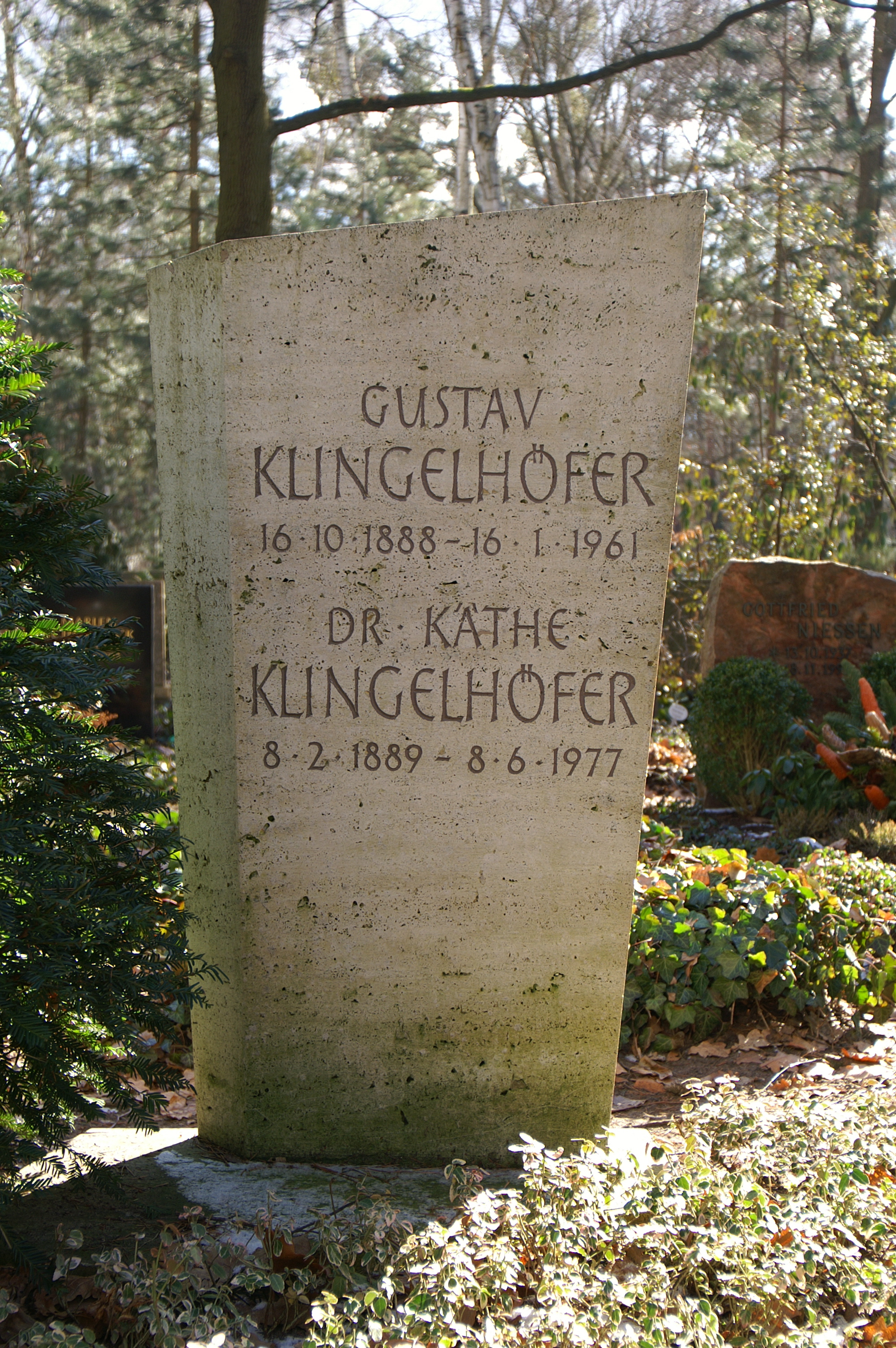
Gustav Klingelhöfer
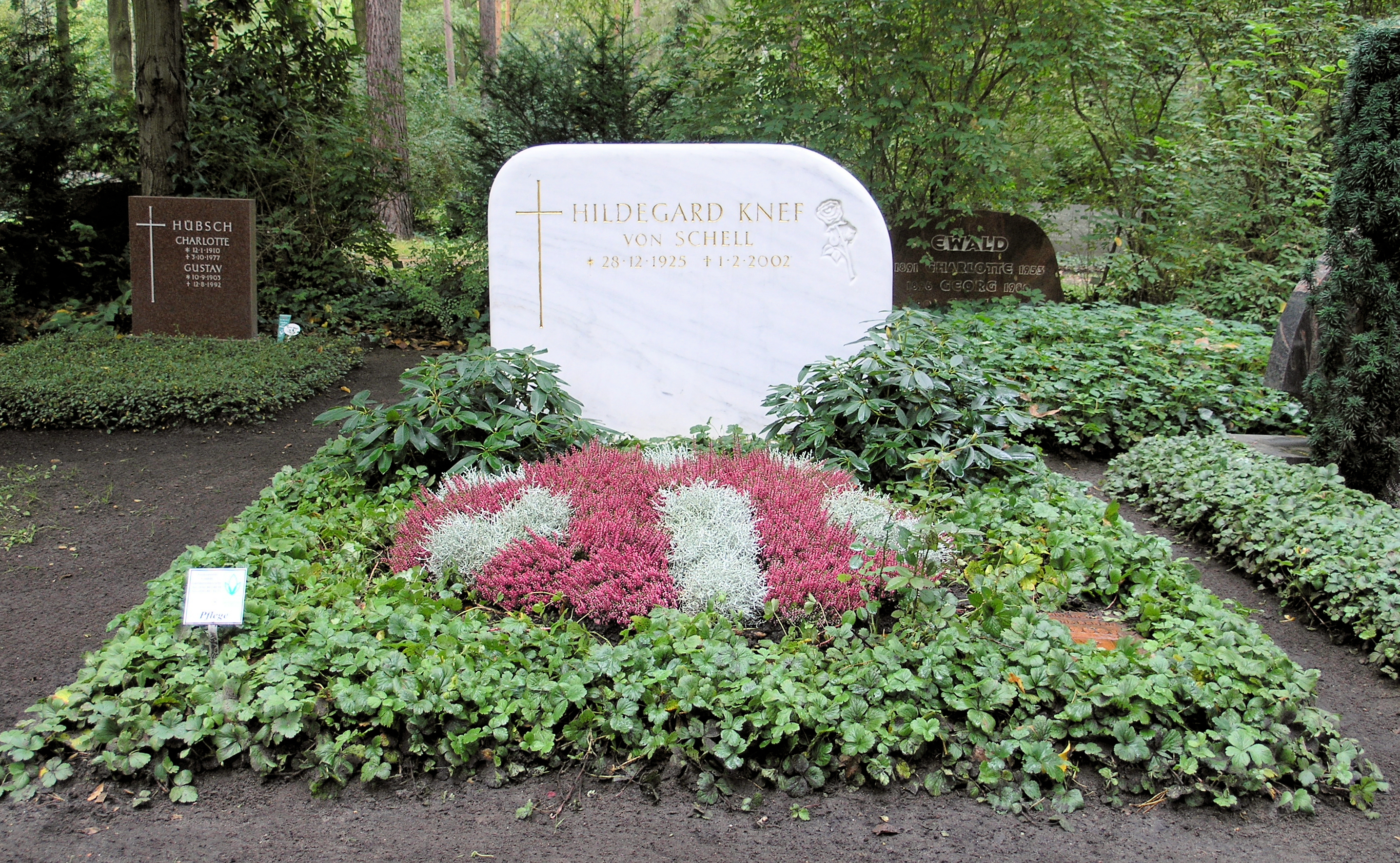
Hildegard Knef
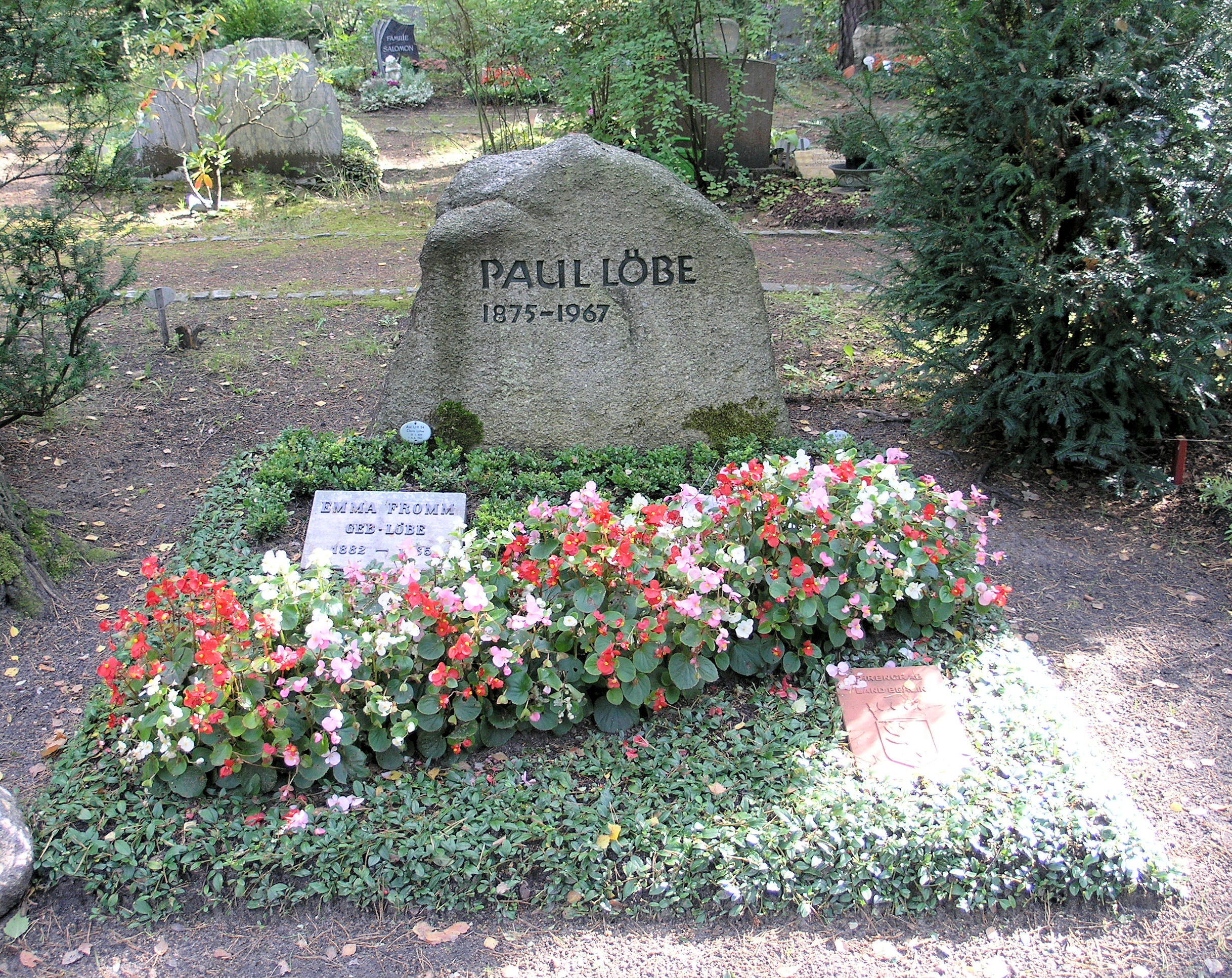
Paul Löbe
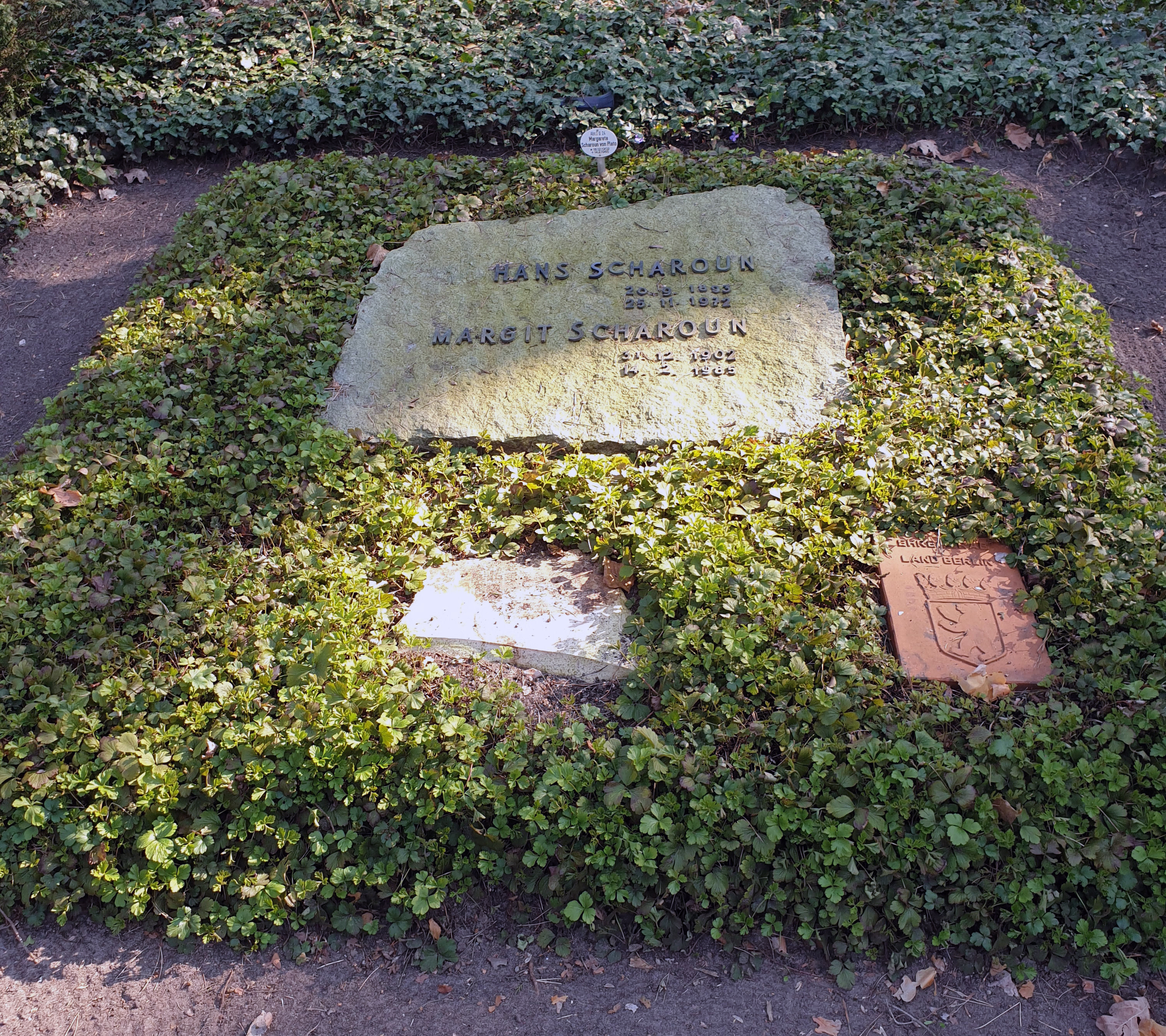
Hans Scharoun
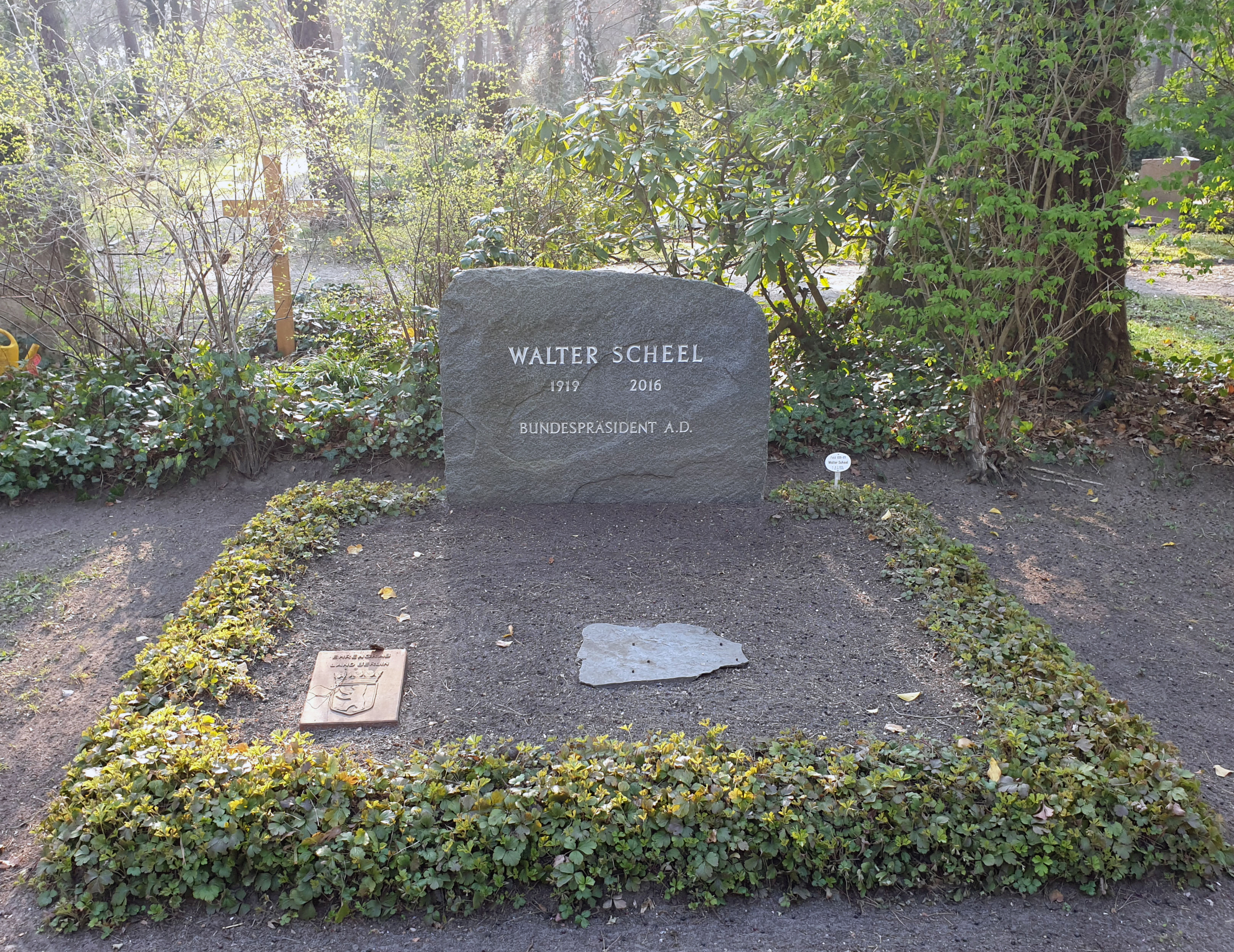
Walter Scheel
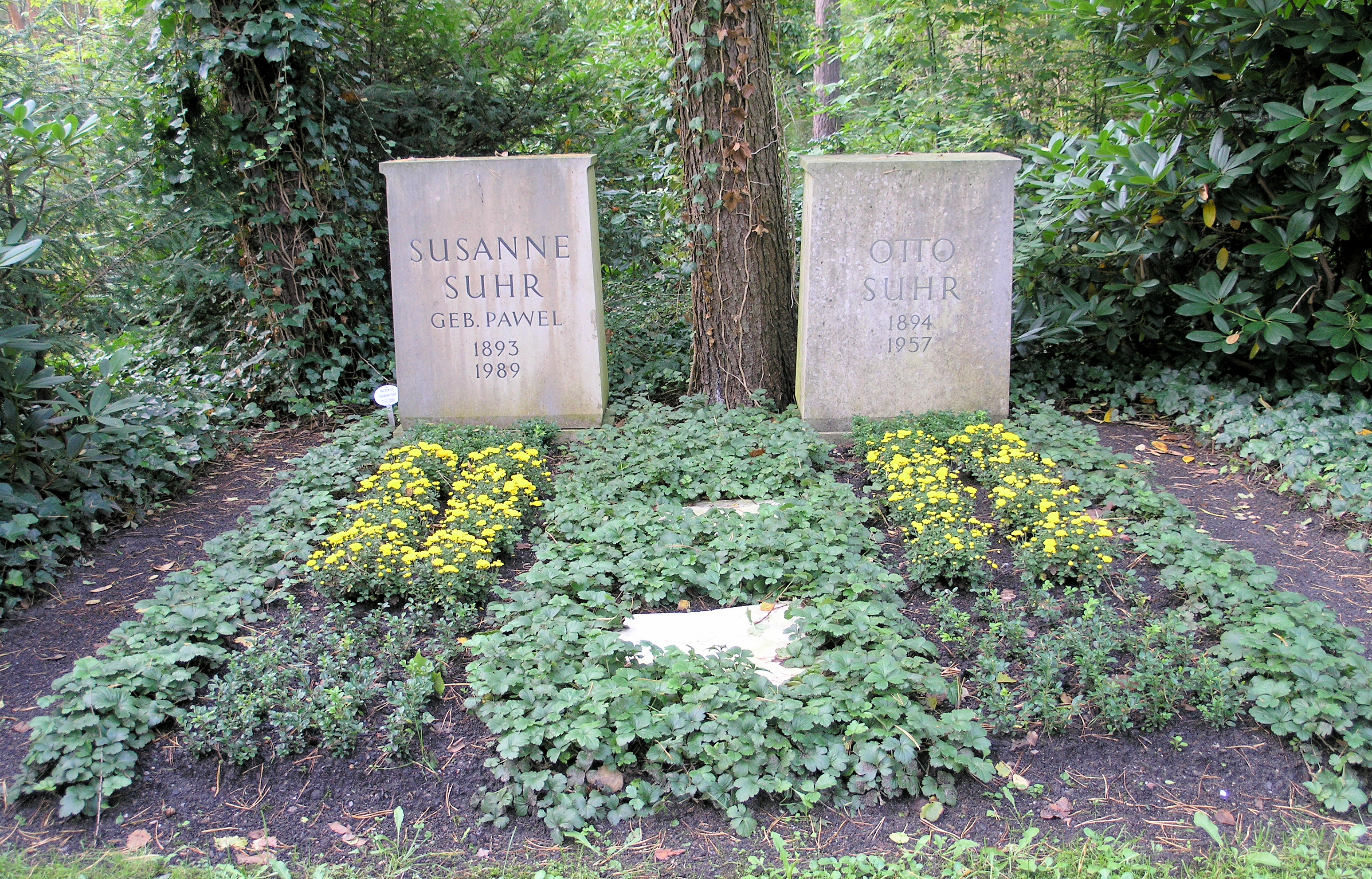
Otto Suhr

### Outros sepultamentos
- Renate Barken (1920–2014), atriz, Filmproduzentin (Feld 049)
- Peter Neusser (1932–2010) ator
- Hans Beirer (1911–1993), Kammersänger
- Gerhard Bienert (1898–1986), ator
- Hans Bierbrauer (1922–2006), Schnellzeichner „Oskar“ (Karikaturist)
- Günther Birkenfeld (1901–1966), escritor
- Peter Bloch (1900–1984), político
- Peter Bloch jr. (1925–1994), historiador da arte
- Fritz Eberhard (1896–1982), publicista, político
- Peter Fitz (1931–2013), ator
- Hendrikje Fitz (1961–2016), atriz
- Herwig Friedag (1921–2012), jornalista e Verbandsfunktionär
- Ekkehard Fritsch (1921–1987), ator
- Ernst Fritsch (1892–1965), pintor e Kunstprofessor (até 2015: Ehrengrab)
- Fritz Genschow (1905–1977), ator, 25 Jahre lang der Onkel Tobias vom RIAS
- Heinz Giese (1919–2010), ator e dublador (Feld 032 – Ruhegemeinschaft)
- Peter Giese (1931–2005), geofísico e geólogo
- Edith Hancke (1928–2015), atriz
- Otfrid von Hanstein (1869–1959), escritor
- Paula von Hanstein (1883–1966), escritora
- Karl-Josef Hering (1929–1998), ator
- Martin Hirthe (1921–1981), ator e dublador
- Wolfgang Holst (1922–2010), gastrônomo
- Lothar Homeyer (1883–1969), gráfico (até 2017: Ehrengrab)
- Eberhard Lämmert (1924–2015), cientista literário
- Leo Lania (1896–1961), jornalista e escritor
- Julius Leber (1891–1945), Resistência alemã, político
- Eva Lissa (1913–1988), atriz
- Ingeborg Martay (Pseudonym Renate Barken, 1920–2014), atrize Filmproduzentin (Feld 049)
- Oscar Martay (1920–1995), ofundador do Festival Internacional de Cinema de Berlim (campo 049)
- Gerd Martienzen (1918–1988), ator e dublador
- Kurt Mattick (1908–1986), político (até 2009: Ehrengrab)
- Walter May (1900–1953), político, Schulrat, Stadtrat für Volksbildung (até 2014: Ehrengrab)
- Christiane Maybach (1927–2006), atriz e dubladora
- Wolfgang Menge (1924–2012), Drehbuchautor e jornalista
- Klaus Miedel (1915–2000), ator e dublador
- Ulrike von Möllendorff (1939–2017), jornalista e Fernsehmoderatorin
- Wolfgang Müller (1922–1960), ator
- Kurt Nemitz (1925–2015),
- Wolfgang Neuss (1923–1989), ator
- Hanns-Heinz Nissen (1905–1969), cantor de ópera
- Günter Pfitzmann (1924–2003), ator
- Paul Ortwin Rave (1893–1962), historiador da arte (até 2014: Ehrengrab)
- Helmut Ruska (1908–1973), médico e pioneiro da microscopia eletrônica
- Ulrich Schamoni (1939–1998), regente
- Claire Schlichting (1905–1978), cômica
- Clemens Schmalstich (1880–1960), compositor, dirigente
- Gustav „Bubi“ Scholz (1930–2000), boxeador (trasladado para o Friedhof Heerstraße)
- Karl-Tobias Schwab (1887–1967),
- Peter Seum (1949–1998), ator
- Ruth Stephan (1925–1975), atriz
- Heinz Striek (1918–2011), político financeiro e funcionário esportivo
- Heinz Trökes (1913–1997), pintor
- Rudolf Valenta (1929–2015), escultor
- Frithjof Voss (1936–2004), geógrafo
- Wilhelm Weise (1936–2012), médico, diretor do Robert Koch-Institut
- Wolfgang Zeller (1893–1967), compositor

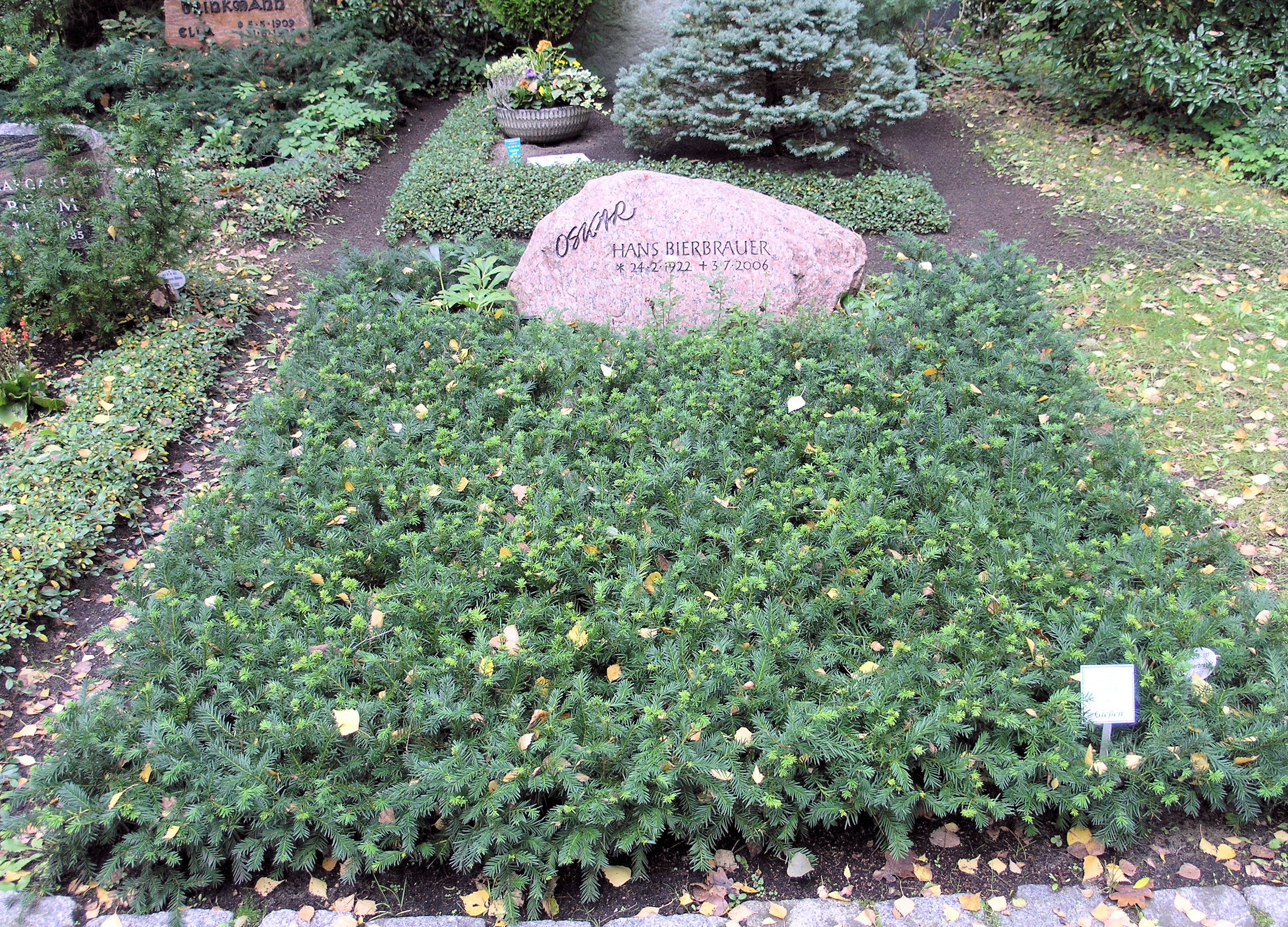
Hans Bierbrauer
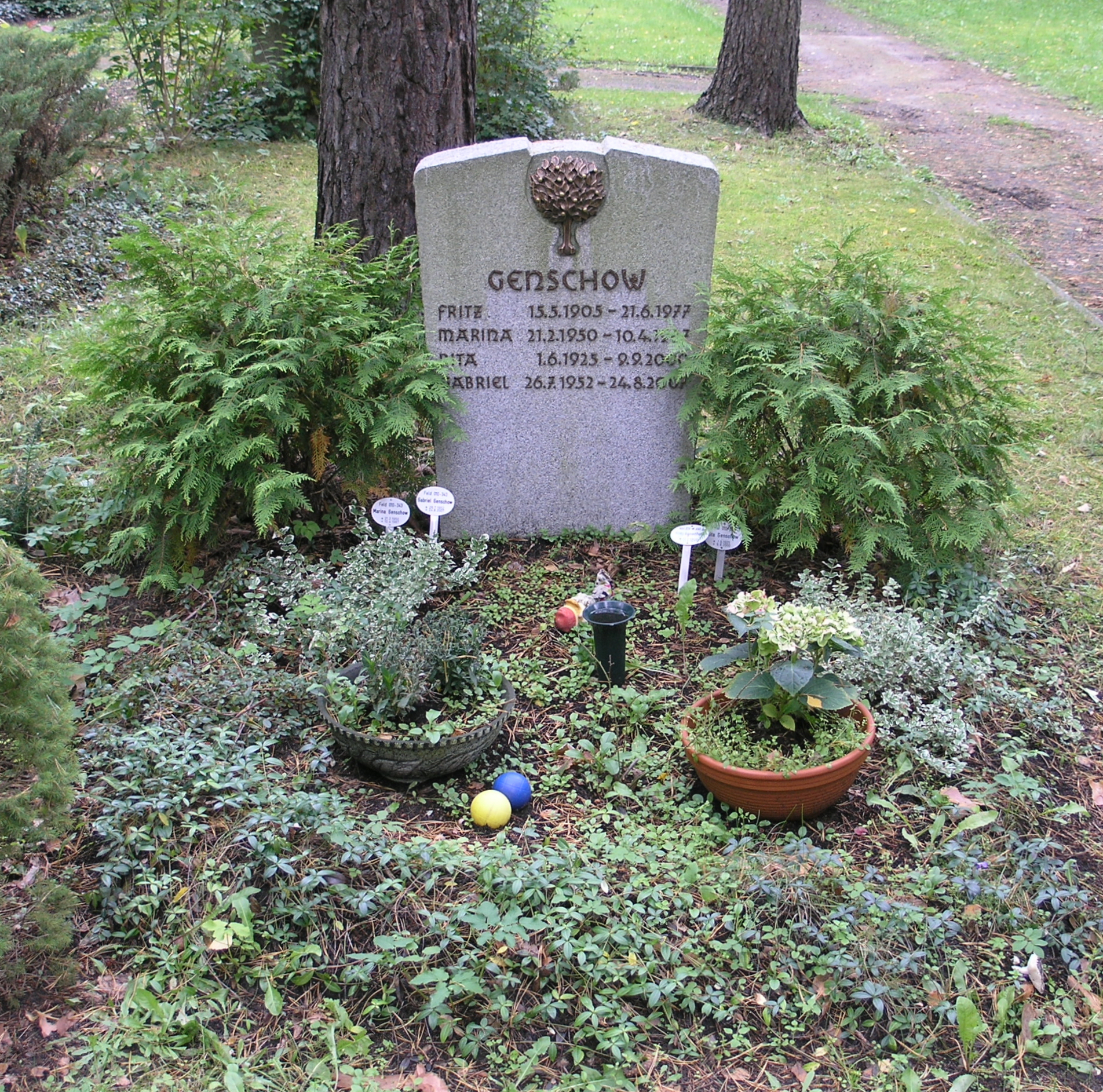
Fritz Genschow
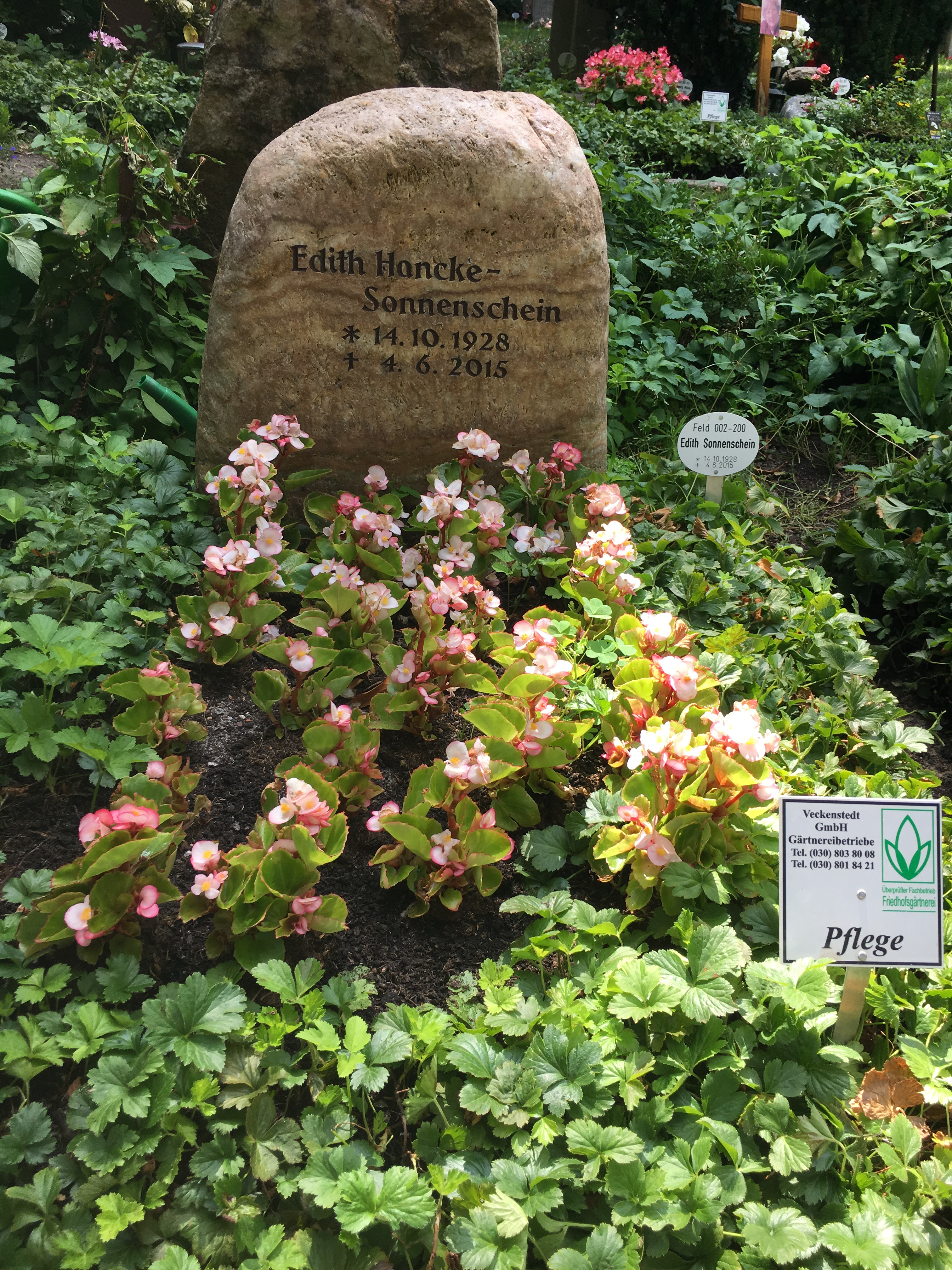
Edith Hancke
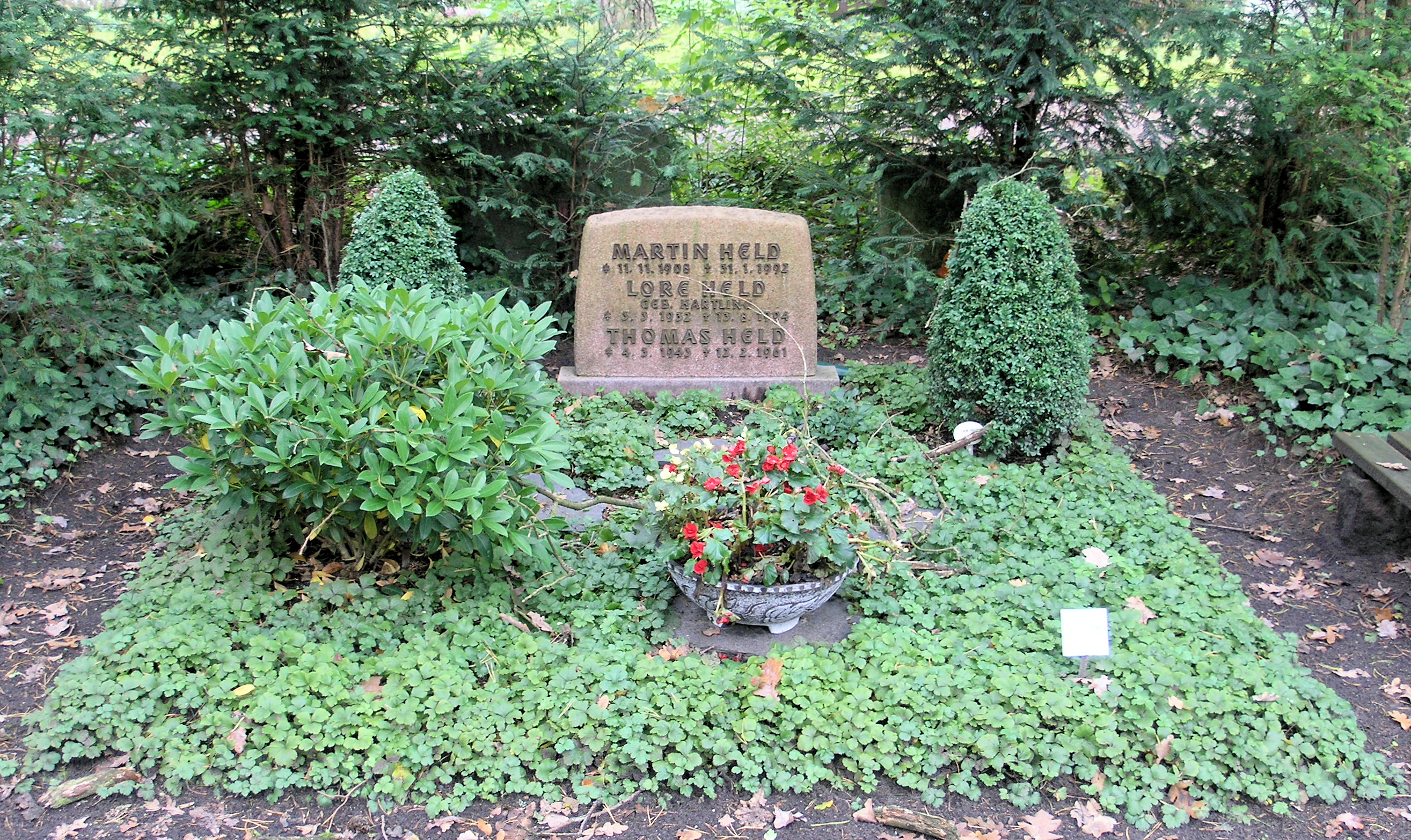
Martin Held
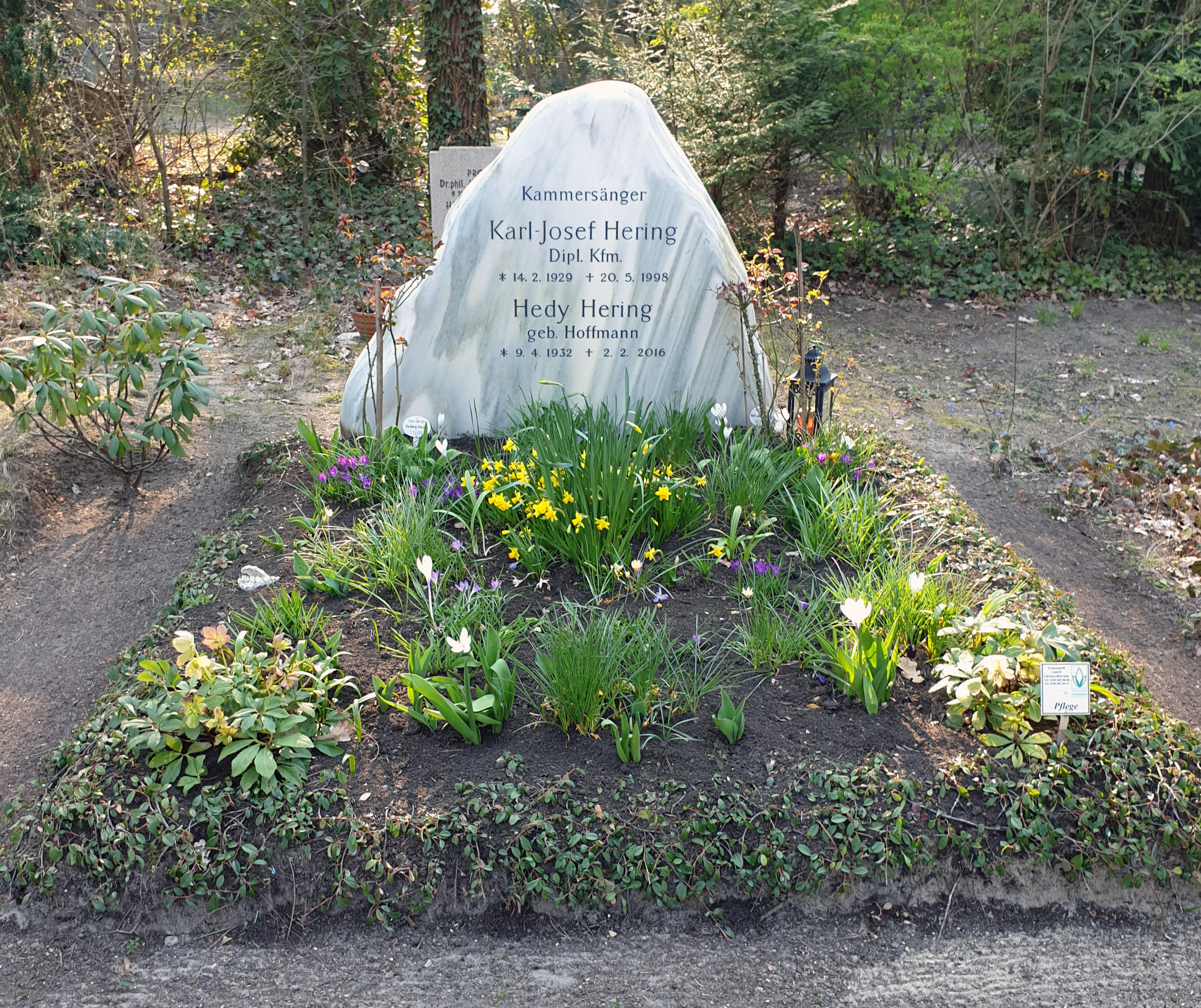
Karl-Josef Hering
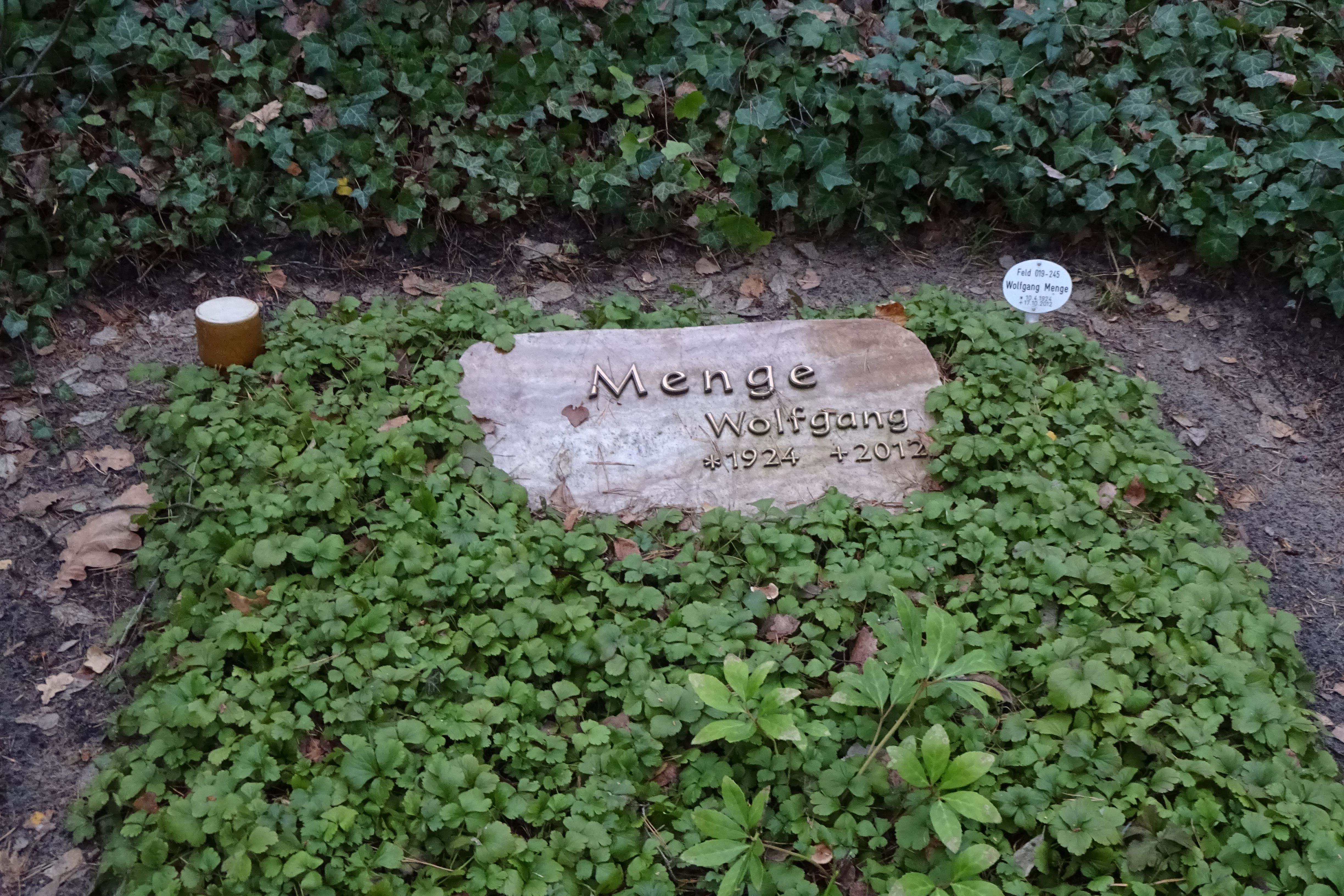
Wolfgang Menge
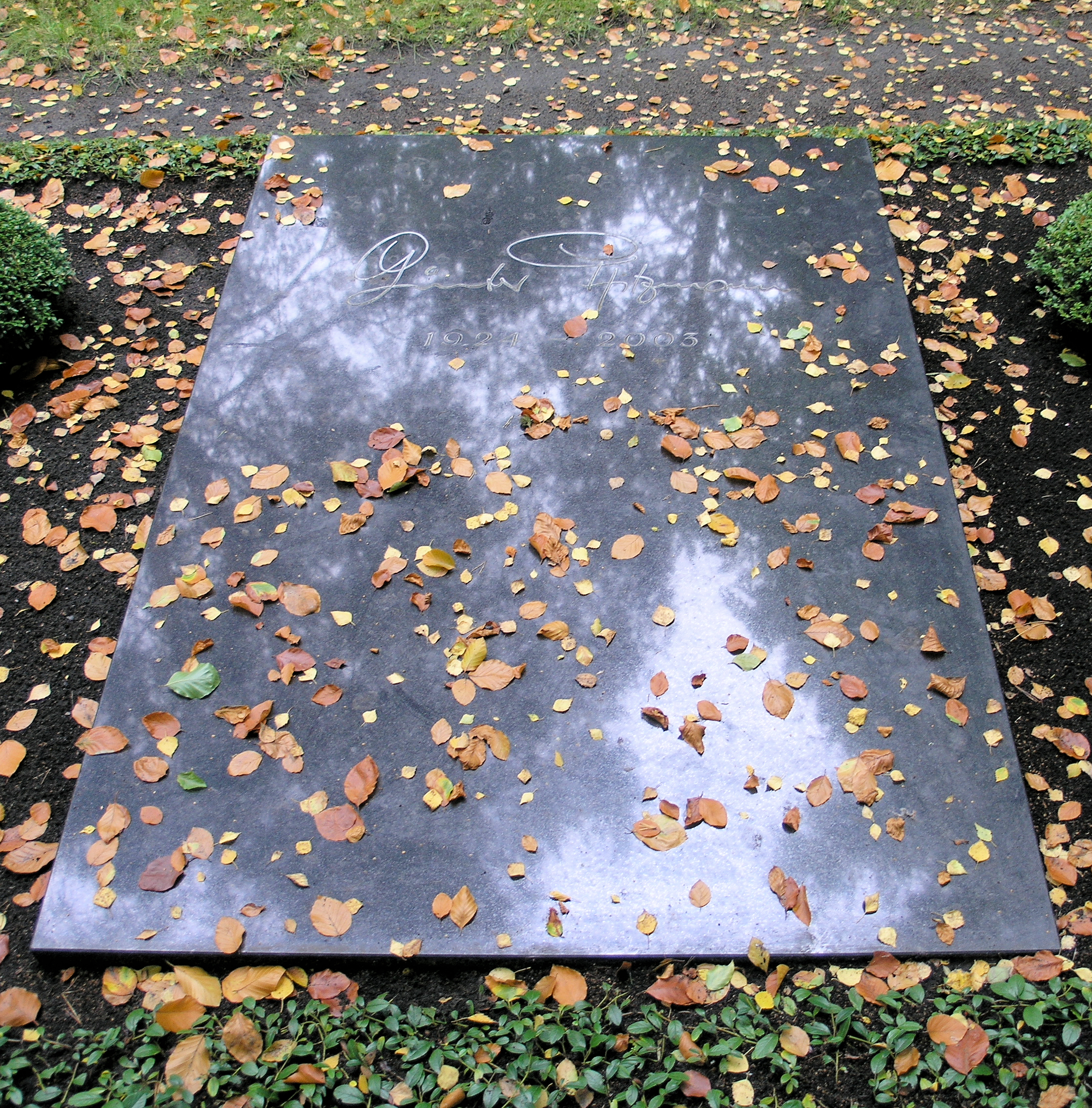
Günter Pfitzmann
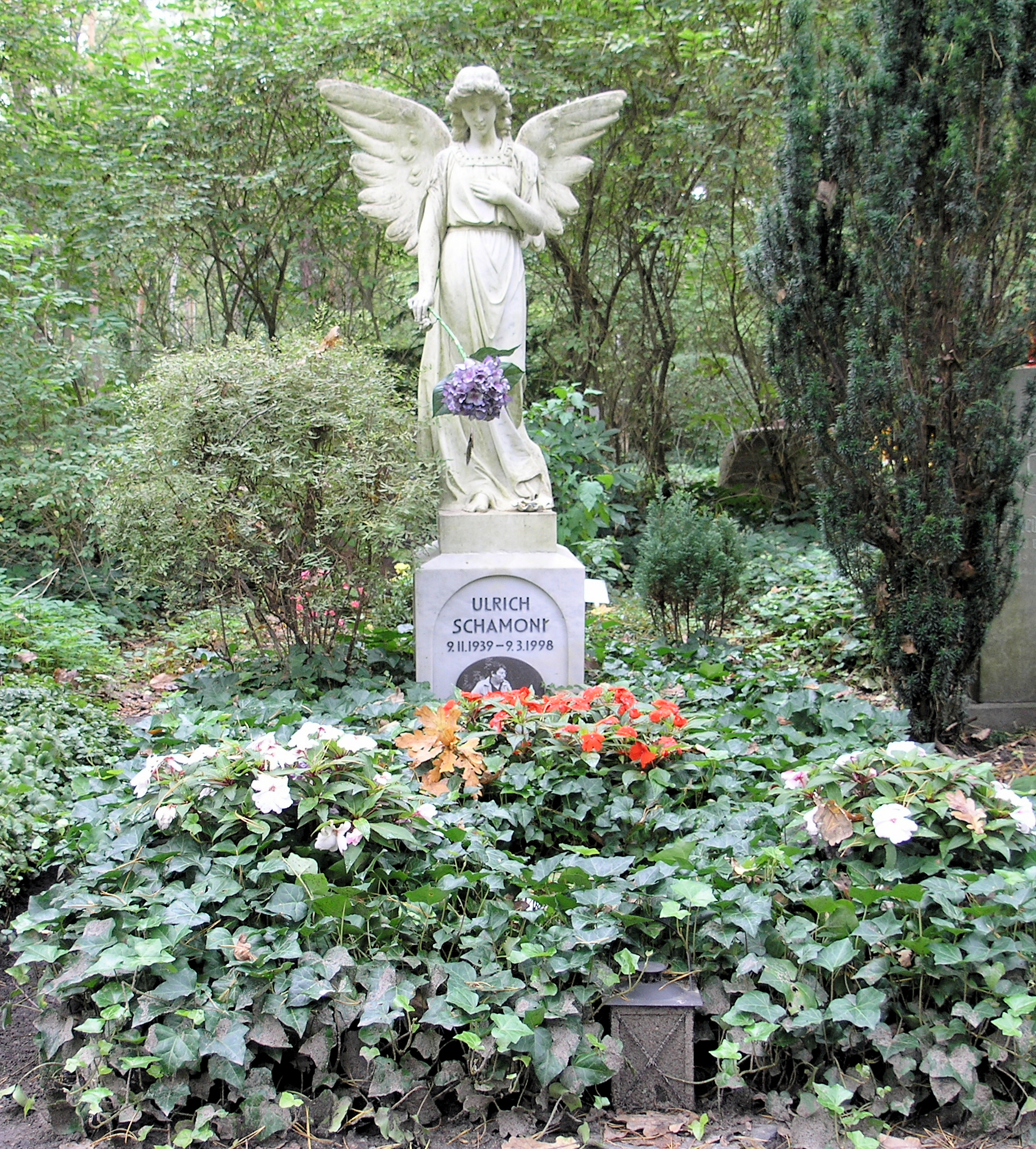
Ulrich Schamoni
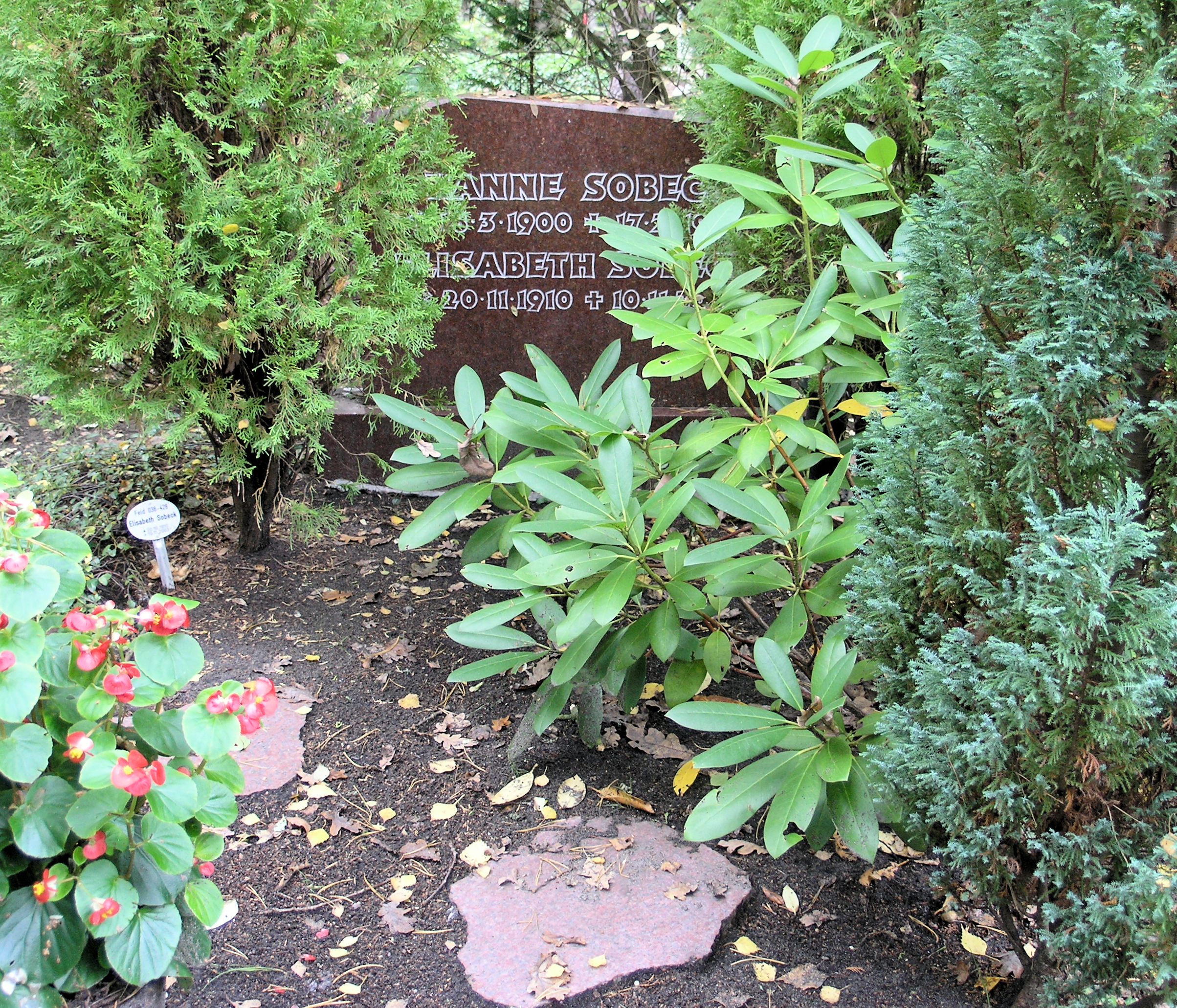
Hanne Sobeck